# Susan de Vere, Condessa de Montgomery
Susan de Vere (26 de maio de 1587 — 27 de janeiro de 1628/29) foi uma nobre britânica. Ela foi condessa de Montgomery pelo seu casamento com Philip Herbert, 4.º Conde de Pembroke.

## Família
Susan foi a terceira filha e criança nascida de Edward de Vere, 17.º conde de Oxford e de sua primeira esposa, Anne Cecil. Os seus avós paternos eram John de Vere, 16.º Conde de Oxford e sua segunda esposa, Margery Golding. Os seus avós maternos eram William Cecil, 1º Barão de Burghley, principal conselheiro da rainha Isabel I de Inglaterra e Mildred Cooke.
Ela teve duas irmãs mais velhas: Elizabeth, esposa de William Stanley, 6.º Conde de Derby, e Bridget, esposa de Francis Norris, 1.º Conde de Berkshire.
Pelo segundo casamento de seu pai com Elizabeth Trentham, foi meia-irmã de Henry de Vere, 18.º Conde de Oxford, marido de Diana Cecil. Também teve um meio-irmão ilegítimo: Edward, filho de Anne Vavasour, dama de honra da rainha Isabel I.

## Biografia
Após a morte de sua mãe, Anne, em 5 de junho de 1568, Susan e suas irmãs permaneceram na casa de seu avô paterno, William Cecil, em Burghley House, onde receberam uma excelente educação.
Ela foi dama de companhia da rainha Ana da Dinamarca, esposa de Jaime VI da Escócia e I de Inglaterra. Durante a mascarada The Masque of Indian and China Knights realizada no Palácio de Hampton Court em 1 de janeiro de 1604, ela foi tirada da audiência para dançar. Os homens mascarados de fantasias incluíam o seu futuro marido, Philip Herbert, e o irmão dele, William.
Aos dezessete anos de idade, Susan casou-se com o futuro conde Philip Herbert, de vinte anos, no dia 27 de dezembro de 1604, em Whitehall, na cidade de Londres. Ele era filho de Henry Herbert, 2.º Conde de Pembroke e de sua terceira esposa, Mary Sidney, uma poeta e tradutora. Ela foi acompanhada até a capela  por Henrique Frederico, Príncipe de Gales e por Ulrico da Dinamarca, duque de Holsácia. A rainha seguiu e o rei Jaime entregou a noiva. Segundo o embaixador de Veneza, Nicolò Molin, houve um banquete após o casamento, porém, as danças foram canceladas devido a multidão. Após a ceia, uma mascarada chamada Juno and Hymenaeus foi realizada no salão de Whitehall pelos cortesãos. De acordo com Dudley Carleton, 1.° Visconde de Dorchester, ocorreram desordem e furtos no baile de máscaras, tendo sido perdidas joias e correntes de ouro, além de algumas saias.
Alguns meses depois, Susana apareceu na mascarada The Masque of Blackness como Malicia, também em Whitehall. Na corte, também interpretou o papel de Flora na mascarada The Vision of the Twelve Goddesses em Hampton Court, em 8 de janeiro de 1604, e em 5 de junho de 1610, dançou em Whitehall como a Ninfa de Severn, em Tethys' Festival. 
Meses após o casamento, foram criados para Philip os títulos de conde de Montgomery e de 1.º barão de Shurland, em 4 de maio de 1605. 
O casal teve sete filhos, seis meninos e uma menina.
A condessa faleceu no dia 27 de janeiro de 1628 ou 1629, e foi enterrada na Abadia de Westminster. 
Apenas em 1630, Philip sucedeu a seu irmão, William, como o 4.º conde de Pembroke. Philip e William eram o "par incomparável de irmãos" a quem o First Folio de William Shakespeare foi dedicado em 1623. 
Seu viúvo casou-se mais uma vez, com Anne Clifford, 14.º Baronesa de Clifford, mas não teve mais filhos.

## Descendência
- Anna Sophia Herbert (m. fevereiro de 1694/95), foi esposa de Robert Dormer, 1.º Conde de Carnarvon, com quem teve um filho;
- John Herbert, foi casado com Penelope Bayning, mas não teve filhos;
- James Herbert (julho de 1616 - 26 de agosto de 1617), senhor Herbert de Shurland;
- Henry Herbert (19 de março de 1617/18 - 2 de abril de 1618), senhor Herbert de Shurland;
- Charles Herbert (20 de agosto de 1619 - janeiro de 1635/36), foi o primeiro marido de Mary Villiers. Sem descendência;
- Philip Herbert, 5.º Conde de Pembroke (20 de fevereiro de 1620/21 - 11 de dezembro de 1669), sucessor do pai. Foi primeiramente marido de Penelope Naunton, com quem teve um filho, e depois foi casado com Catherine Villiers, com quem teve cinco filhos;
- James Herbert (1623 - abril de 1677), membro do Parlamento. Primeiro foi casado com Catherine Osborne, com quem teve uma filha, e depois com Jane Spiller, com quem teve duas filhas.